# Жаскайрат (Жанібецький район)
Жаскайра́т (каз. Жасқайрат) — село у складі Жанібецького району Західноказахстанської області Казахстану. Адміністративний центр Куйгенкольського сільського округу.
У радянські часи село називалось Куйгенколь.
Населення — 671 особа (2021; 754 у 2009, 912 у 1999, 863 у 1989).